# Witness (soundtrack)
Witness is de originele soundtrack, gecomponeerd door Maurice Jarre voor de film Witness uit 1985 van Peter Weir. Het album werd uitgebracht in 1985 door Varèse Sarabande.

## Achtergrond
De muziek werd opgenomen in de  Record Plant Scoring en gemixt in de Lion Share Recording Studios in Los Angeles door Humberto Gatica. Een van muzikanten op de synthesizer was Michael Boddicker.
De soundtrack won de BAFTA Award voor beste filmmuziek.

## Tracklijst
Alle muziek en teksten zijn geschreven door Maurice Jarre. 
| 1.                 | Witness (Main Title) / Journey to Baltimore         | 6:23 |
| 2.                 | The Murder                                          | 1:23 |
| 3.                 | Book's Disappearance                                | 3:27 |
| 4.                 | Futility of an Inside Job / Delerious John          | 3:08 |
| 5.                 | Building the Barn                                   | 4:57 |
| 6.                 | Book's Sorrow                                       | 2:46 |
| 7.                 | Rachel and Book (Love Theme) / Beginning of the End | 4:39 |
| 8.                 | The Amish Are Coming                                | 3:19 |
| Totale duur: 30:02 |                                                     |      |

## Prijzen en nominaties
| Jaar | Prijs                              | Categorie                                                                       | Genomineerde(n)         | Uitslag     |
| ---- | ---------------------------------- | ------------------------------------------------------------------------------- | ----------------------- | ----------- |
| 1986 | Academy Award (Oscar)              | Beste originele muziek                                                          | Witness – Maurice Jarre | Genomineerd |
| 1986 | British Academy Film Award (BAFTA) | Best Film Music                                                                 | Witness – Maurice Jarre | Gewonnen    |
| 1986 | Golden Globe                       | Beste filmmuziek                                                                | Witness – Maurice Jarre | Genomineerd |
| 1986 | Grammy Award                       | Best Album of Original Score Written for a Motion Picture or Television Special | Witness – Maurice Jarre | Genomineerd |